# O Gran Camiño 2022
L'O Gran Camiño 2022 fou la 1a edició de l'O Gran Camiño, una cursa per etapes que es disputà entre el 24 i el 27 de febrer de 2022 per carreteres de Galícia sobre un recorregut de 506,8 km repartits entre quatre etapes. La cursa formava part del calendari de l'UCI Europa Tour 2022, amb una categoria 2.1.
El vencedor final fou l'espanyol Alejandro Valverde (Movistar Team). Michael Woods (Israel-Premier Tech) i Mark Padun (EF Education-EasyPost) completaren el podi. La victòria de Valverde en la tercera etapa significà la victòria número 1.000 del Movistar Team al llarg de la seva història.

## Equips
L'organització convidà a 17 equips a prendre part en aquesta cursa.
| WorldTeams (4)- Cofidis - EF Education-EasyPost - Israel-Premier Tech - Movistar Team ProTeams (8)- Bardiani-CSF-Faizanè - Burgos-BH - Caja Rural-Seguros RGA - Drone Hopper-Androni Giocattoli - Eolo-Kometa - Equipo Kern Pharma - Euskaltel-Euskadi - Human Powered Health Equips continentals (5)- Atum General-Tavira-Maria Nova Hotel - Efapel Cycling - Manuela Fundación Continental - Rádio Popular-Paredes-Boavista - W52-FC Porto |
| |

## Etapes
| Etapa    | Data      | Ciutats d'etapa                | type                      | Distància (km) | Vencedor de l'etapa         | Líder de la general         |
| -------- | --------- | ------------------------------ | ------------------------- | -------------- | --------------------------- | --------------------------- |
| 1a etapa | 24 de feb | O Porriño – Vigo               | etapa plana               | 165            | Magnus Cort Nielsen         | Magnus Cort Nielsen         |
| 2a etapa | 25 de feb | Bertamiráns – Mirador de Ézaro | etapa accidentada         | 177,6          | Michael Woods               | Michael Woods               |
| 3a etapa | 26 de feb | Maceda – Luíntra               | etapa de mitja muntanya   | 148,4          | Alejandro Valverde Belmonte | Michael Woods               |
| 4a etapa | 27 de feb | Sarria – Sarria                | contrarellotge individual | 15,8           | Mark Padun                  | Alejandro Valverde Belmonte |

### Etapa 1
| \| Classificació de l'etapa \| Classificació de l'etapa \| Classificació de l'etapa \| Classificació de l'etapa \| Classificació de l'etapa \| \| Corredor \| Corredor \| Equip \| Temps \| \| \| ------------------------ \| --------------------------- \| ------------------------------------ \| ------------------------ \| ------------------------ \| \| 1r \| Magnus Cort Nielsen \| EF Education-EasyPost \| 3h 56' 59" \| \| \| 2n \| Giovanni Lonardi \| Eolo-Kometa \| + 0" \| \| \| 3r \| Alejandro Valverde Belmonte \| Movistar Team \| + 0" \| \| \| 4t \| Orluis Aular Sanabria \| Caja Rural-Seguros RGA \| + 0" \| \| \| 5è \| Daniel Freitas \| Rádio Popular-Paredes-Boavista \| + 0" \| \| \| 6è \| Gonzalo Serrano Rodríguez \| Movistar Team \| + 0" \| \| \| 7è \| Fernando Barceló Aragón \| Caja Rural-Seguros RGA \| + 0" \| \| \| 8è \| Filippo Fiorelli \| Bardiani CSF Faizanè \| + 0" \| \| \| 9è \| Stephen Bassett \| Human Powered Health \| + 0" \| \| \| 10è \| Delio Fernández Cruz \| Atum General-Tavira-Maria Nova Hotel \| + 0" \| \| |                             |                                      |            |
| |                             |                                      |            |
| Font: ProCyclingStats |                             |                                      |            |
| Classificació de l'etapa |                             |                                      |            |
| Corredor | Corredor                    | Equip                                | Temps      |
| 1r | Magnus Cort Nielsen         | EF Education-EasyPost                | 3h 56' 59" |
| 2n | Giovanni Lonardi            | Eolo-Kometa                          | + 0"       |
| 3r | Alejandro Valverde Belmonte | Movistar Team                        | + 0"       |
| 4t | Orluis Aular Sanabria       | Caja Rural-Seguros RGA               | + 0"       |
| 5è | Daniel Freitas              | Rádio Popular-Paredes-Boavista       | + 0"       |
| 6è | Gonzalo Serrano Rodríguez   | Movistar Team                        | + 0"       |
| 7è | Fernando Barceló Aragón     | Caja Rural-Seguros RGA               | + 0"       |
| 8è | Filippo Fiorelli            | Bardiani CSF Faizanè                 | + 0"       |
| 9è | Stephen Bassett             | Human Powered Health                 | + 0"       |
| 10è | Delio Fernández Cruz        | Atum General-Tavira-Maria Nova Hotel | + 0"       |

| \| Classificació general \| Classificació general \| Classificació general \| Classificació general \| Classificació general \| \| Corredor \| Corredor \| Equip \| Temps \| \| \| --------------------- \| --------------------------- \| ---------------------- \| --------------------- \| --------------------- \| \| 1r \| Magnus Cort Nielsen \| EF Education-EasyPost \| 3h 56' 49" \| \| \| 2n \| Giovanni Lonardi \| Eolo-Kometa \| + 4" \| \| \| 3r \| Alejandro Valverde Belmonte \| Movistar Team \| + 6" \| \| \| 4t \| José Gonçalves Maciel \| W52-FC Porto \| + 7" \| \| \| 5è \| Adrià Moreno Sala \| Burgos-BH \| + 7" \| \| \| 6è \| Rubén Fernández Andújar \| Cofidis \| + 8" \| \| \| 7è \| Antonio Angulo \| Euskaltel-Euskadi \| + 8" \| \| \| 8è \| Jetse Bol \| Burgos-BH \| + 9" \| \| \| 9è \| Jon Barrenetxea \| Caja Rural-Seguros RGA \| + 9" \| \| \| 10è \| Orluis Aular Sanabria \| Caja Rural-Seguros RGA \| + 10" \| \| |                             |                        |            |
| |                             |                        |            |
| Font: ProCyclingStats |                             |                        |            |
| Classificació general |                             |                        |            |
| Corredor | Corredor                    | Equip                  | Temps      |
| 1r | Magnus Cort Nielsen         | EF Education-EasyPost  | 3h 56' 49" |
| 2n | Giovanni Lonardi            | Eolo-Kometa            | + 4"       |
| 3r | Alejandro Valverde Belmonte | Movistar Team          | + 6"       |
| 4t | José Gonçalves Maciel       | W52-FC Porto           | + 7"       |
| 5è | Adrià Moreno Sala           | Burgos-BH              | + 7"       |
| 6è | Rubén Fernández Andújar     | Cofidis                | + 8"       |
| 7è | Antonio Angulo              | Euskaltel-Euskadi      | + 8"       |
| 8è | Jetse Bol                   | Burgos-BH              | + 9"       |
| 9è | Jon Barrenetxea             | Caja Rural-Seguros RGA | + 9"       |
| 10è | Orluis Aular Sanabria       | Caja Rural-Seguros RGA | + 10"      |

### Etapa 2
| \| Classificació de l'etapa \| Classificació de l'etapa \| Classificació de l'etapa \| Classificació de l'etapa \| Classificació de l'etapa \| \| Corredor \| Corredor \| Equip \| Temps \| \| \| ------------------------ \| --------------------------- \| ------------------------------------ \| ------------------------ \| ------------------------ \| \| 1r \| Michael Woods \| Israel-Premier Tech \| 4h 35' 52" \| \| \| 2n \| Alejandro Valverde Belmonte \| Movistar Team \| + 16" \| \| \| 3r \| Rubén Fernández Andújar \| Cofidis \| + 37" \| \| \| 4t \| Iván Ramiro Sosa Cuervo \| Movistar Team \| + 37" \| \| \| 5è \| Jakob Fuglsang \| Israel-Premier Tech \| + 39" \| \| \| 6è \| Alexander Cepeda \| Drone Hopper-Androni Giocattoli \| + 39" \| \| \| 7è \| Delio Fernández Cruz \| Atum General-Tavira-Maria Nova Hotel \| + 42" \| \| \| 8è \| José Fernandes \| W52-FC Porto \| + 45" \| \| \| 9è \| Davide Villella \| Cofidis \| + 45" \| \| \| 10è \| Eduardo Sepúlveda \| Drone Hopper-Androni Giocattoli \| + 45" \| \| |                             |                                      |            |
| |                             |                                      |            |
| Font: ProCyclingStats |                             |                                      |            |
| Classificació de l'etapa |                             |                                      |            |
| Corredor | Corredor                    | Equip                                | Temps      |
| 1r | Michael Woods               | Israel-Premier Tech                  | 4h 35' 52" |
| 2n | Alejandro Valverde Belmonte | Movistar Team                        | + 16"      |
| 3r | Rubén Fernández Andújar     | Cofidis                              | + 37"      |
| 4t | Iván Ramiro Sosa Cuervo     | Movistar Team                        | + 37"      |
| 5è | Jakob Fuglsang              | Israel-Premier Tech                  | + 39"      |
| 6è | Alexander Cepeda            | Drone Hopper-Androni Giocattoli      | + 39"      |
| 7è | Delio Fernández Cruz        | Atum General-Tavira-Maria Nova Hotel | + 42"      |
| 8è | José Fernandes              | W52-FC Porto                         | + 45"      |
| 9è | Davide Villella             | Cofidis                              | + 45"      |
| 10è | Eduardo Sepúlveda           | Drone Hopper-Androni Giocattoli      | + 45"      |

| \| Classificació general \| Classificació general \| Classificació general \| Classificació general \| Classificació general \| \| Corredor \| Corredor \| Equip \| Temps \| \| \| --------------------- \| --------------------------- \| ------------------------------------ \| --------------------- \| --------------------- \| \| 1r \| Michael Woods \| Israel-Premier Tech \| 8h 32' 40" \| \| \| 2n \| Alejandro Valverde Belmonte \| Movistar Team \| + 17" \| \| \| 3r \| Rubén Fernández Andújar \| Cofidis \| + 42" \| \| \| 4t \| Iván Ramiro Sosa Cuervo \| Movistar Team \| + 48" \| \| \| 5è \| Alexander Cepeda \| Drone Hopper-Androni Giocattoli \| + 50" \| \| \| 6è \| Jakob Fuglsang \| Israel-Premier Tech \| + 50" \| \| \| 7è \| Delio Fernández Cruz \| Atum General-Tavira-Maria Nova Hotel \| + 53" \| \| \| 8è \| Roger Adrià Oliveras \| Equipo Kern Pharma \| + 56" \| \| \| 9è \| Filippo Zana \| Bardiani CSF Faizanè \| + 56" \| \| \| 10è \| José Fernandes \| W52-FC Porto \| + 56" \| \| |                             |                                      |            |
| |                             |                                      |            |
| Font: ProCyclingStats |                             |                                      |            |
| Classificació general |                             |                                      |            |
| Corredor | Corredor                    | Equip                                | Temps      |
| 1r | Michael Woods               | Israel-Premier Tech                  | 8h 32' 40" |
| 2n | Alejandro Valverde Belmonte | Movistar Team                        | + 17"      |
| 3r | Rubén Fernández Andújar     | Cofidis                              | + 42"      |
| 4t | Iván Ramiro Sosa Cuervo     | Movistar Team                        | + 48"      |
| 5è | Alexander Cepeda            | Drone Hopper-Androni Giocattoli      | + 50"      |
| 6è | Jakob Fuglsang              | Israel-Premier Tech                  | + 50"      |
| 7è | Delio Fernández Cruz        | Atum General-Tavira-Maria Nova Hotel | + 53"      |
| 8è | Roger Adrià Oliveras        | Equipo Kern Pharma                   | + 56"      |
| 9è | Filippo Zana                | Bardiani CSF Faizanè                 | + 56"      |
| 10è | José Fernandes              | W52-FC Porto                         | + 56"      |

### Etapa 3
| \| Classificació de l'etapa \| Classificació de l'etapa \| Classificació de l'etapa \| Classificació de l'etapa \| Classificació de l'etapa \| \| Corredor \| Corredor \| Equip \| Temps \| \| \| ------------------------ \| --------------------------- \| ------------------------ \| ------------------------ \| ------------------------ \| \| 1r \| Alejandro Valverde Belmonte \| Movistar Team \| 3h 42' 42" \| \| \| 2n \| Michael Woods \| Israel-Premier Tech \| + 0" \| \| \| 3r \| Iván Ramiro Sosa Cuervo \| Movistar Team \| + 0" \| \| \| 4t \| Igor Arrieta \| Equipo Kern Pharma \| + 51" \| \| \| 5è \| Mark Padun \| EF Education-EasyPost \| + 51" \| \| \| 6è \| Ion Izagirre Insausti \| Cofidis \| + 51" \| \| \| 7è \| Rubén Fernández Andújar \| Cofidis \| + 51" \| \| \| 8è \| Filippo Zana \| Bardiani CSF Faizanè \| + 1' 31" \| \| \| 9è \| Urko Berrade \| Equipo Kern Pharma \| + 1' 31" \| \| \| 10è \| Jefferson Cepeda \| Caja Rural-Seguros RGA \| + 1' 31" \| \| |                             |                        |            |
| |                             |                        |            |
| Font: ProCyclingStats |                             |                        |            |
| Classificació de l'etapa |                             |                        |            |
| Corredor | Corredor                    | Equip                  | Temps      |
| 1r | Alejandro Valverde Belmonte | Movistar Team          | 3h 42' 42" |
| 2n | Michael Woods               | Israel-Premier Tech    | + 0"       |
| 3r | Iván Ramiro Sosa Cuervo     | Movistar Team          | + 0"       |
| 4t | Igor Arrieta                | Equipo Kern Pharma     | + 51"      |
| 5è | Mark Padun                  | EF Education-EasyPost  | + 51"      |
| 6è | Ion Izagirre Insausti       | Cofidis                | + 51"      |
| 7è | Rubén Fernández Andújar     | Cofidis                | + 51"      |
| 8è | Filippo Zana                | Bardiani CSF Faizanè   | + 1' 31"   |
| 9è | Urko Berrade                | Equipo Kern Pharma     | + 1' 31"   |
| 10è | Jefferson Cepeda            | Caja Rural-Seguros RGA | + 1' 31"   |

| \| Classificació general \| Classificació general \| Classificació general \| Classificació general \| Classificació general \| \| Corredor \| Corredor \| Equip \| Temps \| \| \| --------------------- \| --------------------------- \| ---------------------- \| --------------------- \| --------------------- \| \| 1r \| Michael Woods \| Israel-Premier Tech \| 12h 15' 16" \| \| \| 2n \| Alejandro Valverde Belmonte \| Movistar Team \| + 10" \| \| \| 3r \| Iván Ramiro Sosa Cuervo \| Movistar Team \| + 50" \| \| \| 4t \| Rubén Fernández Andújar \| Cofidis \| + 1' 39" \| \| \| 5è \| Igor Arrieta \| Equipo Kern Pharma \| + 2' 07" \| \| \| 6è \| Mark Padun \| EF Education-EasyPost \| + 2' 09" \| \| \| 7è \| Ion Izagirre Insausti \| Cofidis \| + 2' 21" \| \| \| 8è \| Filippo Zana \| Bardiani CSF Faizanè \| + 2' 33" \| \| \| 9è \| Jefferson Cepeda \| Caja Rural-Seguros RGA \| + 2' 33" \| \| \| 10è \| Urko Berrade \| Equipo Kern Pharma \| + 2' 52" \| \| |                             |                        |             |
| |                             |                        |             |
| Font: ProCyclingStats |                             |                        |             |
| Classificació general |                             |                        |             |
| Corredor | Corredor                    | Equip                  | Temps       |
| 1r | Michael Woods               | Israel-Premier Tech    | 12h 15' 16" |
| 2n | Alejandro Valverde Belmonte | Movistar Team          | + 10"       |
| 3r | Iván Ramiro Sosa Cuervo     | Movistar Team          | + 50"       |
| 4t | Rubén Fernández Andújar     | Cofidis                | + 1' 39"    |
| 5è | Igor Arrieta                | Equipo Kern Pharma     | + 2' 07"    |
| 6è | Mark Padun                  | EF Education-EasyPost  | + 2' 09"    |
| 7è | Ion Izagirre Insausti       | Cofidis                | + 2' 21"    |
| 8è | Filippo Zana                | Bardiani CSF Faizanè   | + 2' 33"    |
| 9è | Jefferson Cepeda            | Caja Rural-Seguros RGA | + 2' 33"    |
| 10è | Urko Berrade                | Equipo Kern Pharma     | + 2' 52"    |

### Etapa 4
| \| Classificació de l'etapa \| Classificació de l'etapa \| Classificació de l'etapa \| Classificació de l'etapa \| Classificació de l'etapa \| \| Corredor \| Corredor \| Equip \| Temps \| \| \| ------------------------ \| --------------------------- \| ------------------------ \| ------------------------ \| ------------------------ \| \| 1r \| Mark Padun \| EF Education-EasyPost \| 20' 19" \| \| \| 2n \| Jesús Herrada López \| Cofidis \| + 5" \| \| \| 3r \| Alejandro Valverde Belmonte \| Movistar Team \| + 10" \| \| \| 4t \| Ion Izagirre Insausti \| Cofidis \| + 10" \| \| \| 5è \| Derek Gee \| Israel-Premier Tech \| + 11" \| \| \| 6è \| José Fernandes \| W52-FC Porto \| + 16" \| \| \| 7è \| Nélson Oliveira \| Movistar Team \| + 17" \| \| \| 8è \| Urko Berrade \| Equipo Kern Pharma \| + 22" \| \| \| 9è \| Carlos Canal Blanco \| Euskaltel-Euskadi \| + 26" \| \| \| 10è \| Michael Woods \| Israel-Premier Tech \| + 27" \| \| |                             |                       |         |
| |                             |                       |         |
| Font: ProCyclingStats |                             |                       |         |
| Classificació de l'etapa |                             |                       |         |
| Corredor | Corredor                    | Equip                 | Temps   |
| 1r | Mark Padun                  | EF Education-EasyPost | 20' 19" |
| 2n | Jesús Herrada López         | Cofidis               | + 5"    |
| 3r | Alejandro Valverde Belmonte | Movistar Team         | + 10"   |
| 4t | Ion Izagirre Insausti       | Cofidis               | + 10"   |
| 5è | Derek Gee                   | Israel-Premier Tech   | + 11"   |
| 6è | José Fernandes              | W52-FC Porto          | + 16"   |
| 7è | Nélson Oliveira             | Movistar Team         | + 17"   |
| 8è | Urko Berrade                | Equipo Kern Pharma    | + 22"   |
| 9è | Carlos Canal Blanco         | Euskaltel-Euskadi     | + 26"   |
| 10è | Michael Woods               | Israel-Premier Tech   | + 27"   |

## Classificació final
| \| Classificació general \| Classificació general \| Classificació general \| Classificació general \| Classificació general \| \| Corredor \| Corredor \| Equip \| Temps \| \| \| --------------------- \| --------------------------- \| --------------------- \| --------------------- \| --------------------- \| \| 1r \| Alejandro Valverde Belmonte \| Movistar Team \| 12h 35' 55" \| \| \| 2n \| Michael Woods \| Israel-Premier Tech \| + 7" \| \| \| 3r \| Mark Padun \| EF Education-EasyPost \| + 1' 49" \| \| \| 4t \| Rubén Fernández Andújar \| Cofidis \| + 1' 55" \| \| \| 5è \| Iván Ramiro Sosa Cuervo \| Movistar Team \| + 1' 57" \| \| \| 6è \| Ion Izagirre Insausti \| Cofidis \| + 2' 11" \| \| \| 7è \| Igor Arrieta \| Equipo Kern Pharma \| + 2' 35" \| \| \| 8è \| Urko Berrade \| Equipo Kern Pharma \| + 2' 54" \| \| \| 9è \| Jesús Herrada López \| Cofidis \| + 3' 01" \| \| \| 10è \| Jakob Fuglsang \| Israel-Premier Tech \| + 3' 04" \| \| |                             |                       |             |
| |                             |                       |             |
| Font: ProCyclingStats |                             |                       |             |
| Classificació general |                             |                       |             |
| Corredor | Corredor                    | Equip                 | Temps       |
| 1r | Alejandro Valverde Belmonte | Movistar Team         | 12h 35' 55" |
| 2n | Michael Woods               | Israel-Premier Tech   | + 7"        |
| 3r | Mark Padun                  | EF Education-EasyPost | + 1' 49"    |
| 4t | Rubén Fernández Andújar     | Cofidis               | + 1' 55"    |
| 5è | Iván Ramiro Sosa Cuervo     | Movistar Team         | + 1' 57"    |
| 6è | Ion Izagirre Insausti       | Cofidis               | + 2' 11"    |
| 7è | Igor Arrieta                | Equipo Kern Pharma    | + 2' 35"    |
| 8è | Urko Berrade                | Equipo Kern Pharma    | + 2' 54"    |
| 9è | Jesús Herrada López         | Cofidis               | + 3' 01"    |
| 10è | Jakob Fuglsang              | Israel-Premier Tech   | + 3' 04"    |

### Classificacions secundàries
| Classificació per punts | Classificació per punts     | Classificació per punts | Classificació per punts | Classificació per punts |
| Corredor                | Corredor                    | Equip                   | Punts                   |                         |
| ----------------------- | --------------------------- | ----------------------- | ----------------------- | ----------------------- |
| 1r                      | Alejandro Valverde Belmonte | Movistar Team           | 119 pts                 |                         |
| 2n                      | Michael Woods               | Israel-Premier Tech     | 77 pts                  |                         |
| 3r                      | Antonio Angulo              | Euskaltel-Euskadi       | 77 pts                  |                         |
| 4t                      | Rubén Fernández Andújar     | Cofidis                 | 56 pts                  |                         |
| 5è                      | Óscar Cabedo                | Burgos-BH               | 49 pts                  |                         |
| 6è                      | Mark Padun                  | EF Education-EasyPost   | 47 pts                  |                         |
| 7è                      | Iván Ramiro Sosa Cuervo     | Movistar Team           | 41 pts                  |                         |
| 8è                      | Jetse Bol                   | Burgos-BH               | 37 pts                  |                         |
| 9è                      | Ion Izagirre Insausti       | Cofidis                 | 34 pts                  |                         |
| 10è                     | Jesús Herrada López         | Cofidis                 | 30 pts                  |                         |

| Classificació per punts | Classificació per punts     | Classificació per punts | Classificació per punts | Classificació per punts |
| Corredor                | Corredor                    | Equip                   | Punts                   |                         |
| ----------------------- | --------------------------- | ----------------------- | ----------------------- | ----------------------- |
| 1r                      | Alejandro Valverde Belmonte | Movistar Team           | 119 pts                 |                         |
| 2n                      | Michael Woods               | Israel-Premier Tech     | 77 pts                  |                         |
| 3r                      | Antonio Angulo              | Euskaltel-Euskadi       | 77 pts                  |                         |
| 4t                      | Rubén Fernández Andújar     | Cofidis                 | 56 pts                  |                         |
| 5è                      | Óscar Cabedo                | Burgos-BH               | 49 pts                  |                         |
| 6è                      | Mark Padun                  | EF Education-EasyPost   | 47 pts                  |                         |
| 7è                      | Iván Ramiro Sosa Cuervo     | Movistar Team           | 41 pts                  |                         |
| 8è                      | Jetse Bol                   | Burgos-BH               | 37 pts                  |                         |
| 9è                      | Ion Izagirre Insausti       | Cofidis                 | 34 pts                  |                         |
| 10è                     | Jesús Herrada López         | Cofidis                 | 30 pts                  |                         |

| Classificació de la muntanya | Classificació de la muntanya | Classificació de la muntanya | Classificació de la muntanya | Classificació de la muntanya |
| Corredor                     | Corredor                     | Equip                        | Punts                        |                              |
| ---------------------------- | ---------------------------- | ---------------------------- | ---------------------------- | ---------------------------- |
| 1r                           | Iván Ramiro Sosa Cuervo      | Movistar Team                | 20 pts                       |                              |
| 2n                           | Michael Woods                | Israel-Premier Tech          | 13 pts                       |                              |
| 3r                           | Alejandro Valverde Belmonte  | Movistar Team                | 13 pts                       |                              |
| 4t                           | Jon Barrenetxea              | Caja Rural-Seguros RGA       | 8 pts                        |                              |
| 5è                           | Simon Geschke                | Cofidis                      | 5 pts                        |                              |
| 6è                           | Gorka Izagirre Insausti      | Movistar Team                | 4 pts                        |                              |
| 7è                           | Antonio Angulo               | Euskaltel-Euskadi            | 4 pts                        |                              |
| 8è                           | Derek Gee                    | Israel-Premier Tech          | 3 pts                        |                              |
| 9è                           | Joaquim Silva                | Efapel Cycling               | 3 pts                        |                              |
| 10è                          | Diego Camargo Pineda         | EF Education-EasyPost        | 3 pts                        |                              |

| Classificació de la muntanya | Classificació de la muntanya | Classificació de la muntanya | Classificació de la muntanya | Classificació de la muntanya |
| Corredor                     | Corredor                     | Equip                        | Punts                        |                              |
| ---------------------------- | ---------------------------- | ---------------------------- | ---------------------------- | ---------------------------- |
| 1r                           | Iván Ramiro Sosa Cuervo      | Movistar Team                | 20 pts                       |                              |
| 2n                           | Michael Woods                | Israel-Premier Tech          | 13 pts                       |                              |
| 3r                           | Alejandro Valverde Belmonte  | Movistar Team                | 13 pts                       |                              |
| 4t                           | Jon Barrenetxea              | Caja Rural-Seguros RGA       | 8 pts                        |                              |
| 5è                           | Simon Geschke                | Cofidis                      | 5 pts                        |                              |
| 6è                           | Gorka Izagirre Insausti      | Movistar Team                | 4 pts                        |                              |
| 7è                           | Antonio Angulo               | Euskaltel-Euskadi            | 4 pts                        |                              |
| 8è                           | Derek Gee                    | Israel-Premier Tech          | 3 pts                        |                              |
| 9è                           | Joaquim Silva                | Efapel Cycling               | 3 pts                        |                              |
| 10è                          | Diego Camargo Pineda         | EF Education-EasyPost        | 3 pts                        |                              |

| Classificació del millor jove | Classificació del millor jove | Classificació del millor jove | Classificació del millor jove | Classificació del millor jove |
| Corredor                      | Corredor                      | Equip                         | Temps                         |                               |
| ----------------------------- | ----------------------------- | ----------------------------- | ----------------------------- | ----------------------------- |
| 1r                            | Igor Arrieta                  | Equipo Kern Pharma            | 12h 38' 30"                   |                               |
| 2n                            | Filippo Zana                  | Bardiani CSF Faizanè          | + 51"                         |                               |
| 3r                            | Alex Molenaar                 | Burgos-BH                     | + 2' 46"                      |                               |
| 4t                            | Ibon Ruiz                     | Equipo Kern Pharma            | + 9' 49"                      |                               |
| 5è                            | Unai Iribar                   | Euskaltel-Euskadi             | + 10' 20"                     |                               |
| 6è                            | Carlos Canal Blanco           | Euskaltel-Euskadi             | + 12' 25"                     |                               |
| 7è                            | Jon Barrenetxea               | Caja Rural-Seguros RGA        | + 17' 34"                     |                               |
| 8è                            | Erik Fetter                   | Eolo-Kometa                   | + 17' 34"                     |                               |
| 9è                            | Sava Novikov                  | Equipo Kern Pharma            | + 18' 38"                     |                               |
| 10è                           | Alessandro Fancellu           | Eolo-Kometa                   | + 18' 57"                     |                               |

| Classificació del millor jove | Classificació del millor jove | Classificació del millor jove | Classificació del millor jove | Classificació del millor jove |
| Corredor                      | Corredor                      | Equip                         | Temps                         |                               |
| ----------------------------- | ----------------------------- | ----------------------------- | ----------------------------- | ----------------------------- |
| 1r                            | Igor Arrieta                  | Equipo Kern Pharma            | 12h 38' 30"                   |                               |
| 2n                            | Filippo Zana                  | Bardiani CSF Faizanè          | + 51"                         |                               |
| 3r                            | Alex Molenaar                 | Burgos-BH                     | + 2' 46"                      |                               |
| 4t                            | Ibon Ruiz                     | Equipo Kern Pharma            | + 9' 49"                      |                               |
| 5è                            | Unai Iribar                   | Euskaltel-Euskadi             | + 10' 20"                     |                               |
| 6è                            | Carlos Canal Blanco           | Euskaltel-Euskadi             | + 12' 25"                     |                               |
| 7è                            | Jon Barrenetxea               | Caja Rural-Seguros RGA        | + 17' 34"                     |                               |
| 8è                            | Erik Fetter                   | Eolo-Kometa                   | + 17' 34"                     |                               |
| 9è                            | Sava Novikov                  | Equipo Kern Pharma            | + 18' 38"                     |                               |
| 10è                           | Alessandro Fancellu           | Eolo-Kometa                   | + 18' 57"                     |                               |

| Classificació per equips | Classificació per equips | Classificació per equips | Classificació per equips |
| Equip                    | Equip                    | Temps                    |                          |
| ------------------------ | ------------------------ | ------------------------ | ------------------------ |
| 1r                       | Movistar Team            | 37h 53' 08"              |                          |
| 2n                       | Cofidis                  | + 1' 22"                 |                          |
| 3r                       | Israel-Premier Tech      | + 4' 31"                 |                          |
| 4t                       | Equipo Kern Pharma       | + 7' 33"                 |                          |
| 5è                       | Caja Rural-Seguros RGA   | + 16' 11"                |                          |

| Classificació per equips | Classificació per equips | Classificació per equips | Classificació per equips |
| Equip                    | Equip                    | Temps                    |                          |
| ------------------------ | ------------------------ | ------------------------ | ------------------------ |
| 1r                       | Movistar Team            | 37h 53' 08"              |                          |
| 2n                       | Cofidis                  | + 1' 22"                 |                          |
| 3r                       | Israel-Premier Tech      | + 4' 31"                 |                          |
| 4t                       | Equipo Kern Pharma       | + 7' 33"                 |                          |
| 5è                       | Caja Rural-Seguros RGA   | + 16' 11"                |                          |

## Evolució de les classificacions
| Etapa                  | Vencedor               | Classificació general | Classificació de la muntanya | Classificació per punts | Classificació dels joves | Classificació per equips |
| ---------------------- | ---------------------- | --------------------- | ---------------------------- | ----------------------- | ------------------------ | ------------------------ |
| 1                      | Magnus Cort            | Magnus Cort           | Magnus Cort                  | Jon Barrenetxea         | Jon Barrenetxea          | Movistar Team            |
| 2                      | Michael Woods          | Michael Woods         | Antonio Angulo               | Jon Barrenetxea         | Filippo Zana             | Israel-Premier Tech      |
| 3                      | Alejandro Valverde     | Michael Woods         | Alejandro Valverde           | Iván Sosa               | Igor Arrieta             | Movistar Team            |
| 4                      | Mark Padun             | Alejandro Valverde    | Alejandro Valverde           | Iván Sosa               | Igor Arrieta             | Movistar Team            |
| Classificacions finals | Classificacions finals | Alejandro Valverde    | Alejandro Valverde           | Iván Sosa               | Igor Arrieta             | Movistar Team            |